# Suzanne Citron
Suzanne Citron (* 15. Juli 1922 in Ars-sur-Moselle; † 22. Januar 2018 in Paris) war eine französische Historikerin, Autorin und Hochschullehrerin an der Universität Paris-Nord.

## Leben
Citron wurde 1922 als Suzanne Grumbach geboren. Aus einer jüdischen Familie stammend, konvertierte Citron später zum Christentum. Sie besuchte in Paris das Lycée Molière. Während der Vater im Zweiten Weltkrieg in deutscher Gefangenschaft saß, flüchtete die Familie am 15. August 1942 nach Lyon. Dort begann sie an der Universität ein Geschichtsstudium bei Henri Marrou und engagierte sich in der Résistance. Nachdem sie von der Gestapo verhaftet worden war, verbrachte Citron die letzten Wochen des Krieges im Sammellager Drancy.
1947 erhielt sie ihre Agrégation und unterrichtete zwanzig Jahre als Lehrerin für Geschichte an französischen Gymnasien, später dann als Maître de conférences an der Universität Paris-Nord. 1974 promovierte sie an der Universität Paris-Nanterre bei René Rémond.
Citron publizierte vor allem zur neueren französischen Geschichte. Einem breiteren Publikum bekannt wurde sie mit ihrem 1987 erschienenen Band Le mythe national: L'histoire de France en question (dt.: Der nationale Mythos. Die französische Geschichte in Frage gestellt), in dem sie eine Neubewertung der französischen Geschichte vornahm und dabei den französischen Kolonialismus kritisierte. 2003 veröffentlichte sie ihre Memoiren.
Suzanne Citron war mit dem Romanisten, Musik- und Literaturwissenschaftler Pierre Citron verheiratet.

## Werke
- L’École bloquée. Bordas, Paris 1971
- Enseigner l’histoire aujourd’hui: la mémoire perdue et retrouvée. Éditions de l’Atelier, Paris 1984
- Le mythe national: l’Histoire de France en question. Les Éditions ouvrières, Paris 1987 (Neuauflage 2008 und 2017 unter dem Titel: Le mythe national: l’Histoire de France revisitée)
- Le Bicentenaire et ces îles que l’on dit françaises. Éditions Syllepse, Paris 1989
- L’Histoire de France autrement. Éditions de l’Atelier, Paris 1992
- L’Histoire des hommes. Syros jeunesse, Paris 1996
- Mes lignes de démarcation: croyances, utopies, engagements. Syllepse, Paris 2003